# Фокір (округ, Вірджинія)
Шаблон:StateAbbr_ 38°44′ пн. ш. 77°49′ зх. д. / 38.74° пн. ш. 77.81° зх. д.
Округ  Фокір (англ. Fauquier County) — округ (графство) у штаті  Вірджинія, США. Ідентифікатор округу 51061.

## Історія
Округ утворений 1759 року.

## Демографія
За даними перепису 2000 року загальне населення округу становило 55139 осіб, зокрема міського населення було 15135, а сільського — 40004. Серед мешканців округу чоловіків було 27250, а жінок — 27889. В окрузі було 19842 домогосподарства, 15140 родин, які мешкали в 21046 будинках. Середній розмір родини становив 3,14.
Віковий розподіл населення поданий у таблиці:
| Стать    | До 15 років | 15-21 | 22-29 | 30-39 | 40-49 | 50-65 | 65-85 | Понад 85 |
| -------- | ----------- | ----- | ----- | ----- | ----- | ----- | ----- | -------- |
| Чоловіки | 6226        | 2482  | 1861  | 4363  | 4794  | 4995  | 2361  | 168      |
| Жінки    | 5975        | 2349  | 2032  | 4549  | 4879  | 4845  | 2784  | 476      |

## Суміжні округи
- Кларк — північ
- Лаудун — північ
- Принс-Вільям — схід
- Стаффорд — південний схід
- Калпепер — південний захід
- Раппаганнок — захід
- Воррен — північний захід

## Виноски
1. ↑  U.S. Decennial Census. United States Census Bureau. Архів оригіналу за 26 квітня 2015. Процитовано 2 січня 2014. {{cite web}}: Cite має пустий невідомий параметр: |df= (довідка)
2. ↑  Historical Census Browser. University of Virginia Library. Архів оригіналу за 11 серпня 2012. Процитовано 2 січня 2014. {{cite web}}: Cite має пустий невідомий параметр: |df= (довідка)
3. ↑  Population of Counties by Decennial Census: 1900 to 1990. United States Census Bureau. Архів оригіналу за 15 грудня 2013. Процитовано 2 січня 2014. {{cite web}}: Cite має пустий невідомий параметр: |df= (довідка)
4. ↑  Census 2000 PHC-T-4. Ranking Tables for Counties: 1990 and 2000 (PDF). United States Census Bureau. Архів (PDF) оригіналу за 18 грудня 2014. Процитовано 2 січня 2014. {{cite web}}: Cite має пустий невідомий параметр: |df= (довідка)
5. ↑  American FactFinder. Бюро перепису населення США. Архів оригіналу за 26 лютого 2012. Процитовано 31 січня 2008. [Архівовано 2008-05-21 у Wayback Machine.]

| США | Це незавершена стаття з географії США. Ви можете допомогти проєкту, виправивши або дописавши її. |